# Estêvão da Gama
Estêvão da Gama (1430–1497) – portugalski możnowładca, ojciec Vasco da Gamy i Paulo da Gamy, mistrz Zakonu Santiago.
Przed portugalską ekspedycją, która zniszczyła marokańskie miasto Anfa w 1468, na polecenie Ferdynanda, księcia Viseu przeprowadził w mieście udaną operację wywiadowczą, podając się za handlarza fig.
Estêvão da Gama cieszył się dużym zaufaniem portugalskiego władcy, powierzono mu zatem pierwszą morską ekspedycję do Indii. Została ona podjęta z tego powodu, że monopol na handel drogą lądową z krajami Dalekiego Wschodu mieli Arabowie. Nie doczekał jednak tej wyprawy, zmarł w 1497 roku. Kierowanie podróżą powierzono jego synowi, Vasco. Uważa się, że wcześniej funkcję tę proponowano starszemu z braci, Paulo, ten jednak odmówił.